# Walter Bachmeier
Walter Robert Bachmeier (* 26. März 1957 in Karlsruhe; † 4. März 2020) war ein deutscher Schriftsteller, bekannt als Verfasser zahlreicher Kochbücher und Kriminalromane.

## Leben
Von 1963 bis 1968 besuchte er die Grundschule und Teilhauptschule in Münchsmünster und von 1968 bis 1972 die Hauptschule in Vohburg an der Donau. Diese schloss er mit dem qualifizierten Hauptschulabschluss ab.
Ab 1972 bis 1975 machte er eine Lehre zum Koch in Mittenwald. Während dieser Zeit besuchte er die Berufsschule in Garmisch-Partenkirchen. Nach seinem erfolgreichen Berufsabschluss arbeitete er in verschiedenen Hotels und Gaststätten in Ingolstadt und auch im Stadttheater Ingolstadt. 1976 leistete er in München seinen Wehrdienst ab und arbeitete anschließend ab 1977 in Bayern im erlernten Beruf. Ab 1983 bis 1992 war er als EDV-Administrator in der Firma seiner heutigen Frau Ingrid tätig. Es folgte 1992 eine Ausbildung zum Dozenten, Moderator, Kursleiter und eine Tätigkeit als Dozent für Microsoft Software (Windows/Office) bei der VHS Pfaffenhofen an der Ilm.
1994 heiratete er Ingrid Gabauer, deren Namen er auch annahm. Seinen Geburtsnamen Walter Bachmeier behielt er als Pseudonym bei. Ab 1994 bis 1998 arbeitete er als Lkw-Fahrer, Fensterputzer, Schlosser. 2001 ließ er sich zum Gehirntrainer bei der Gesellschaft für Gehirntraining ausbilden, 2002 bis 2003 zum Heilpraktiker (ohne amtsärztliche Überprüfung) und betrieb dann von 2003 bis 2007 einen Internethandel mit E-Books. Seit 2012 lebte er von seinem Einkommen als Schriftsteller.
Bachmeier war verheiratet und hatte zwei Pflegekinder. Am 4. März 2020 ist Walter Bachmeier plötzlich und unerwartet verstorben.

## Werke

### Kochbücher
- Essn und Trinkn hält Leib und Seel zsamm. Ludwig Verlag, Pfaffenhofen 1983, ISBN 3-7787-3269-2.
- Boarisch kocht. Ein weißblaues Kochbuch aus Omas Rezeptkiste. AAVAA Verlag, Hohen Neuendorf bei Berlin 2010, ISBN 978-3-8459-1423-7.

### Krimis
- Kommissar Weininger: Die Tote von St. Kastl. AAVAA, Hohen Neuendorf 2013, ISBN 978-3-8459-0822-9.
- Kommissar Weingartner: Holledauer Schlachtfest. AAVAA, Hohen Neuendorf 2014, ISBN 978-3-8459-1379-7.
- Benedikt Furtmayr: Das Forsthaus. AAVAA, Hohen Neuendorf 2014, ISBN 978-3-8459-1427-5.
- Benedikt Furtmayr: Julia. AAVAA, Hohen Neuendorf ISBN 978-3-8459-1443-5.
- Benedikt Furtmayr: Tina. AAVAA, Hohen Neuendorf ISBN 978-3-8459-1476-3.
- Kommissar Kneitinger: Der Pfarrermord. AAVAA, Hohen Neuendorf 2015, ISBN 978-3-8459-1638-5.
- Kommissar Kneitinger: Die zwölf Apostel. AAVAA, Hohen Neuendorf 2016, ISBN 978-3-8459-1932-4.
- Mord auf der Liebesinsel. Ein Holledaukrimi. Epubli, Berlin 2017, ISBN 978-3-7418-9358-2.

Gründlich ermittelt
- Mord in der Schickeria (Band 1). Midnight Verlag, Berlin 2016, ISBN 978-3-95819-076-4.
- Mord an der Salzach (Band 2). Midnight, Berlin 2016, ISBN 978-3-95819-091-7.
- Mord in der Alpenvilla (Band 3). Midnight, Berlin 2017, ISBN 978-3-95819-097-9.
- Mord im Pinzgau (Band 4). Midnight, Berlin 2017, ISBN 978-3-95819-120-4.
- Mord in der Berghütte (Band 5). Midnight, Berlin 2018, ISBN 978-3-95819-928-6.
- Mord am Wildkogel (Band 6). Midnight, Berlin 2018, ISBN 978-3-95819-225-6.

Ein Fall für Chefinspektor Egger
- Affären, Alpen, Apfelstrudel (Band 1). Midnight, Berlin 2016, ISBN 978-3-95819-096-2.
- Berge, Brotzeit, Bauernherbst (Band 2). Midnight, Berlin 2018, ISBN 978-3-95819-111-2.
- Koppeln, Kühe, Kaseralm (Band 3). Midnight, Berlin 2018, ISBN 978-3-95819-150-1.
- Morde, Matsch, Marillenknödel (Band 4). Midnight, Berlin 2018, ISBN 978-3-95819-204-1.
- Diebe, Dörfer, Dampfnudeln (Band 5). Midnight, Berlin 2019, ISBN 978-3-95819-279-9.
- Gauner, Glühwein, Geigenklänge (Band 6). Midnight, Berlin 2019, ISBN 978-3-95819-288-1.